# Arthrotidea cheni
Arthrotidea cheni là một loài bọ cánh cứng trong họ Chrysomelidae. Loài này được Xingke miêu tả khoa học năm 1996.